# La Dama de Blanco

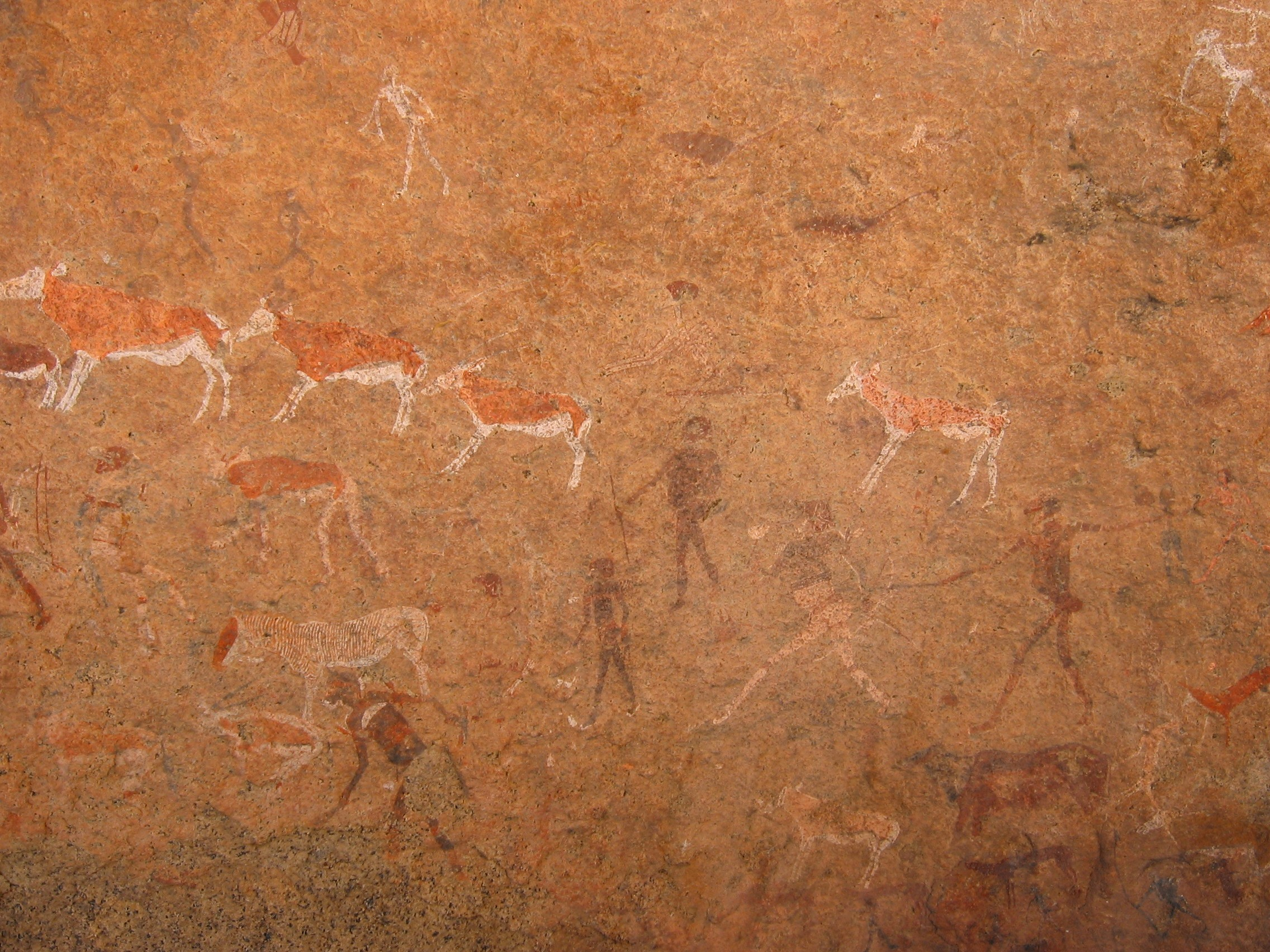
La Dama de Blanco, Brandberg, Namibia. La figura humana que da nombre a la pintura se puede ver en la parte inferior derecha, cerca del centro.

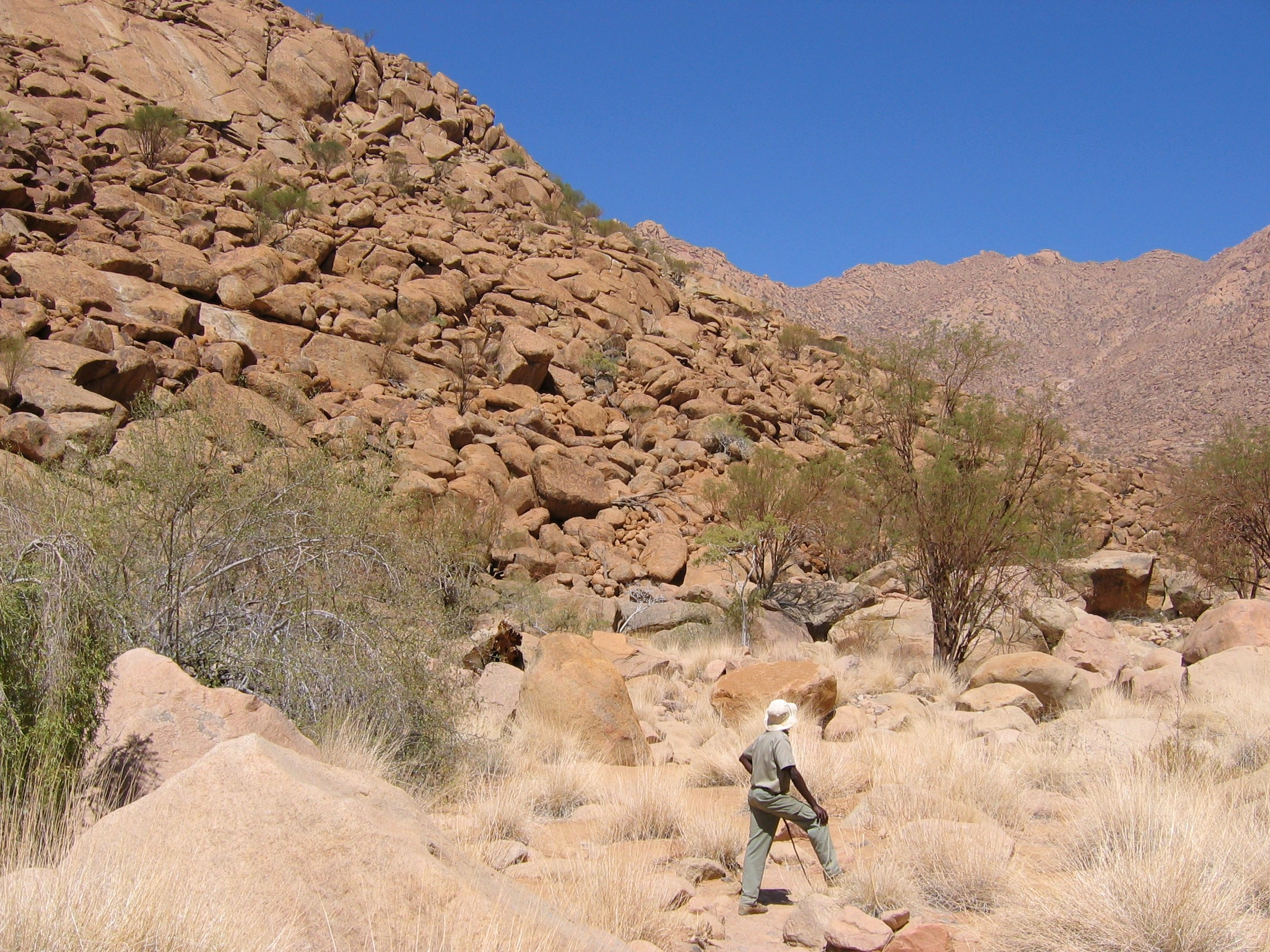
Sendero en la Montaña Brandberg que conduce a la Dama de Blanco

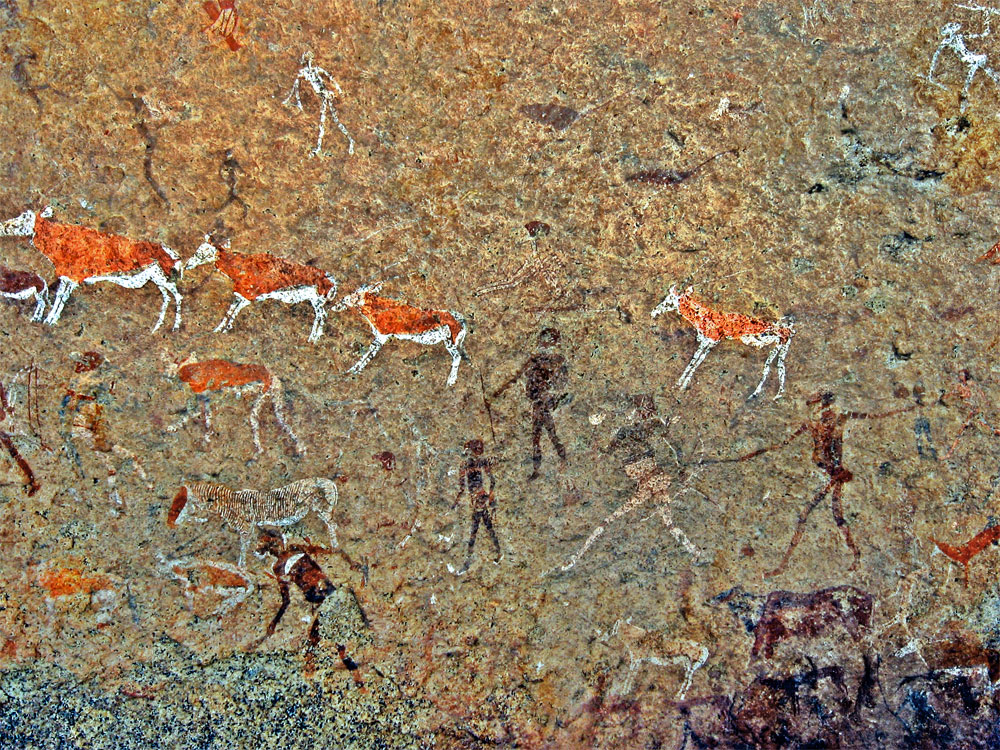
La Dama de Blanco retocada, realzando colores y perfiles.

La Dama de Blanco es un conjunto de pinturas rupestres localizado en una gruta en la Montaña Brandberg, situada en Damaraland (Namibia).Su nombre en alemán es Weiße Dame.
Estas pinturas han sido un gran dilema para la arqueología, varias hipótesis diferentes se han planteado respecto a sus orígenes, autoría y fechado. Actualmente se ha aceptado que estas corresponden al arte rupestre san, cuya data sería de al menos de 2.000 años de antigüedad.

## Localización
El sitio Arqueológico ‘La Dama de Blanco’ se encuentra localizada en la Montaña Brandberg, cerca del poblado de Uis, ubicado junto a la Ruta C-35 que une a Khorixas con la Bahía Henties.
La Montaña Brandberg pos sí misma alberga más de 1000 pinturas rupestres de los bosquimanos diseminadas en aleros rocosos y cavernas. El grupo denominado La Dama de Blanco se encuentra en un alero conocido como "El Refugio de Maack" y posee varias figuras humanas así como oryx. 
Para llegar a la Dama de Blanco es necesario llegar al poblado de Uis y luego tomar la Ruta D-2359, una vez que termina el camino se debe caminar un sendero de 45 a 60 minutos sobre un terreno agreste a lo largo de la quebrada del estero Tsisab, que normalmente se presenta seco.

## Descripción
El panel de pintura rupestre mide cera de 5,5 metros por 1,5 metros. La Dama de Blanco es la figura humana más detallada del conjunto, y mide 39,5 por 29 centímetros.
Normalmente se asume que las pinturas muestran una suerte de ritual y que la Dama de Blanco es en realidad un chamán. 
Sus brazos y piernas largas sugieren que su cuerpo fue pintado o que usaba alguna especie de elementos decorativos sujetos a piernas y brazos. Porta un arco en una de sus manos y tal vez un recipiente en forma de copa en la otra. Debido al arco y a los oryx, la pintura también ha sido interpretada como una escena de caza.
Junto a la figura de la dama/chamán, hay otras figuras humanas con menos detalles que son completamente negras o completamente blancas. Uno de los oryx pose piernas humanas. 
La pintura ha sido hecha en base de ocre, carbón vegetal, manganeso, hematita con suero sanguíneo, clara de huevo, caseína utilizadas como agentes de cuajado.
La pintura ha sufrido varios daños desde que fue descubierta por primera vez a comienzos del siglo XX. Por algunas décadas los turistas solían arrojar agua en las pinturas con la finalidad de realzar los colores y la nitidez de las pinturas. Esto causó que las pinturas se decoloraran rápidamente. Actualmente este sitio es un patrimonio protegido de Namibia y su visita esta solo permitida con guías oficiales. Bolsos y botellas de agua no están permitidas al final del trayecto con la finalidad de proteger estas pinturas rupestres.
Gracias a las quejas de los turistas, la malla metálica que cubría las pinturas fue reemplazada por dos barras metálicas que hoy permiten tener una mejor vista.

## Descubrimiento y controversias de su interpretación

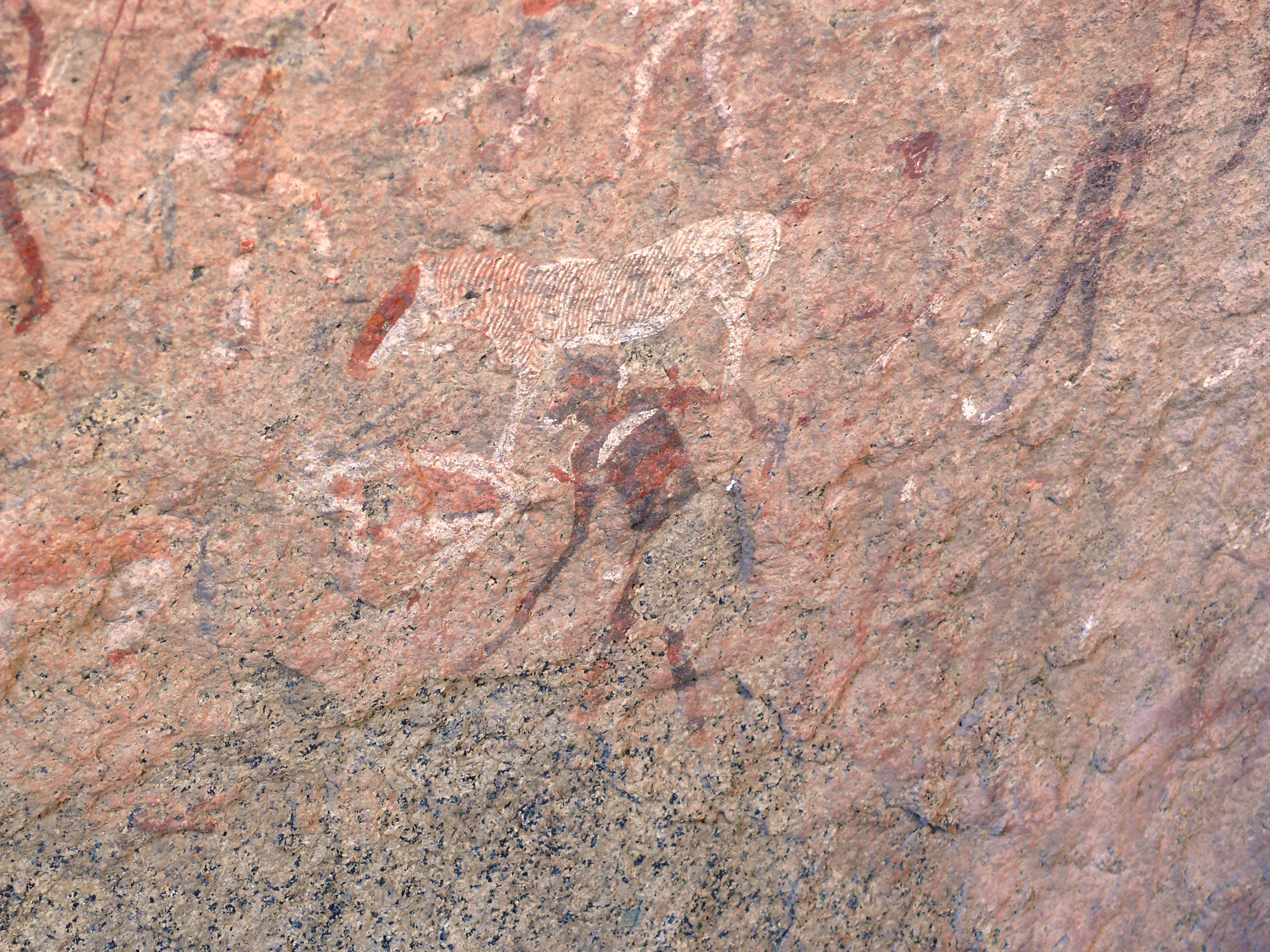
Imagen con un Cuága, especie extinta, próximo al sitio de La Dama de Blanco en Brandberg

Estas pinturas fueron descubiertas 4 de enero de 1918 por el explorador y geólogo alemán Reinhard Maack el durante sus investigaciones sobre la montaña Brandberg, esto le valió el nombre al alero rocoso como el “Refugio de Maack”. 
Maack se impresionó con las figuras de las pinturas, las cuales describió como un “guerrero”, según sus notas, indicando que “el estilo Egipcio-mediterráneo de estas pinturas era sorprendente”. El realizó varios bosquejos a mano de las pinturas las que fueron posteriormente publicadas en Europa.
En el año 1929, las notas de Maack llegaron a manos del bien conocido antropólogo francés Henri Breuil cuando visitó Ciudad del Cabo. Breuil encontró analogías entre la Dama de Blanco y las pinturas de atletas encontradas en el Palacio de Knossos (Isla de Creta) y sugirió que la montaña Brandberg tal vez había sido visitada por grupos de viajeros que venían del área Mediterránea. Breuil fue el primero que se refirió a estas pinturas rupestres con el nombre de “la dama de blanco”. En el año 1945 Breuil pudo visitar finalmente el sitio de la Dama de Blanco y publicó sus teorías de su origen mediterráneo primero en Sudáfrica y luego en Europa.
Los argumentos de Breuil fueron influidos por varias hipótesis posteriores respecto a las pinturas, algunas de las cuales sugerían que incluso podrían tener un origen fenicio.
Durante la segunda mitad del siglo XX, muchas teorías de las influencias mediterráneas en la historia antigua del África subsahariana (como aquellas las del Gran Zimbabue con un origen no africano) se diseminaron gradualmente.
De acuerdo a los estudios modernos respecto a la Dama Blanca, se basan normalmente que en el simple supuesto que se trata estas pinturas fueron realizadas por los bosquimanos como muchas de los miles de otras en la Montaña Brandberg. El área del Damaraland es en realidad un sector muy rico en arte rupestre, incluido por ejemplo, el famoso Twyfelfontein.